# Лопаткины
Лопаткины — деревня в в Слободском районе России. Входит в состав Денисовского сельского поселения.

## География
Деревня находится на севере центральной части Кировской области, в подзоне южной тайги, на расстоянии приблизительно 19 километров (по прямой) к северо-западу от города Слободского, административного центра района. Близлежащие деревни: Слободка, Вохмины, Голышево и Клименцы.
Абсолютная высота — 200 метров над уровнем моря.

## Климат
Климат характеризуется как континентальный, с продолжительной холодной многоснежной зимой и умеренно тёплым летом. Среднегодовая температура — 1,5 °C. Средняя температура воздуха самого холодного месяца (января) составляет −14,2 °C (абсолютный минимум — −45 °С); самого тёплого месяца (июля) — 17,8 °C (абсолютный максимум — 35 °С). Безморозный период длится в течение 120—125 дней. Годовое количество атмосферных осадков — 550—600 мм, из которых около 70 % выпадает в тёплый период. Снежный покров устанавливается в конце октября и держится около шести месяцев.

## История
Была известна с 1678 года как починок Другой Тренки Слободчика с 3 дворами. В 1905 году учтено здесь (деревня Треньки Слободчикова или Лопатинцы) было дворов 19 и жителей 127, в 1905 24 и 81, в 1926 28 и 154, в 1950 17 и 83, в 1989 оставалось 2 жителя. Нынешнее название окончательно утвердилось с 1939 года
.

## Население
| 2010 |
| ---- |
| 2    |

Постоянное население составляло 0 человек в 2002 году, 2 в 2010.